# Ardisia densilepidotula
Ardisia densilepidotula là một loài thực vật có hoa trong họ Anh thảo. Loài này được Merr. mô tả khoa học đầu tiên năm 1928.